# علي سبيتي

هو الشيخ علي السبيتي بن محمد بن أحمد بن إبراهيم بن علي بن يوسف العاملي الكفراوي.
والكفراوي نسبة إلى قرية كفرا العاملية بالقرب من مدينة صور.
أما السبيتي فأصله السبتي نسبة إلى سبته من بلاد المغرب جاءوا منها إلى صفد ثم انتقلوا إلى ارزي ثم إلى كفرا وتوطنوها.
وهو عالم دين شيعي من جبل عامل، أديب وشاعر، إضافة إلى كونه مؤرّخ ولغوي وكاتب.

## ولادته ووفاته
ولد في كفرا في 25 ذو الحجة 1236 هـ (23 سبتمبر 1821) وتوفي بها في بداية شهر رجب 1303هـ (أبريل 1886).

## دراسته وأساتذته
- في بداياته قرأ على الشيخ علي آل مروة[3] في حداثا: والشيخ علي مروة العاملي من أجلاء علماء عصره، من أهل العلم والأدب والشعر، في سنة 1252هـ (1836) صات الزلزلة الكبيرة وهدمت قدَس وصفد وكان الشيخ علي مروة في قرية صلحاء وهدمت عليه الدار وأخرج من تحت الهدم بعد اليأس منه. توفى سنة 1280هـ (1863) في بولاق من القطر المصري في طريقه إلى الحج.[4]
- ثم انتقل إلى النميرية فقرأ على السيد علي آل إبراهيم
- ارتحل بعدها مع أخيه الشيخ حسن وخاله الشيخ محمد علي آل عز الدين إلى جباع عند الشيخ عبد الله آل نعمة وتابع دراسته هناك.

## سيرته
- رحل أخاه الشيخ حسن[5] وخاله الشيخ محمد علي إلى النجف لمتابعة التحصيل، أما هو فبقي في جبل عامل.
- كان من المقرّبين من حمد البك وعلي بك الأسعد وأكثر من مدحهم وكان بمثابة شاعر البلاط عندهم.
- درّس في المدرسة الرشدية في مدينة صور وبقي فيها أربع سنوات.

## مؤلفاته
له من المؤلفات:
1. الجوهر المجرد في شرح قصيدة علي بك الأسعد
2. كتاب شرح ميمية أبي فراس.
3. رسالة في رد فتوى الشيخ نوح الذي حلل فيها دماء الشيعة وأموالهم.
4. كتاب الكنوز في النحو.
5. كتاب اليواقيت في البيان.
6. كتاب الرد على البطريرك مكسيموس.
7. رسالة في الرد على رسالة أبي حيان التوحيدي
8. رسالة في فضل الإمام علي.

وغالب كتبه كما نقل السيد محسن الأمين قد نسجت عليها العناكب بيوتها. (لم تنشر وغير معروفة)
وقيل أن بقايا لفافة تبغ ألقيت إهمالا فأحرقت مكتبته ومنها بعض كتبه التي ضاعت.

## شعره
قال يرثي أختا له تسمى فاطمة توفيت في طريق مكة المكرمة:
```
يــا رائـحين ســقـتـهـم كـل صـادرة مـزنـا تـخـال عـلى حـافــتـها زبدا
حـيـث الملبين شعـث ضـج هاتـفـهـم  لـبـيـك لـبـيـك داعـيـنـا ومـا وعـدا
لي فيـكم مـن بنات الـصـون واحـدة  لا تعرف الإثم إذ سوق التقى كسدا
يا ترب كم أحرزت بوغاك جوهرة  أعـيـى الـنقـود لـهـا نـقـدا إذا نـقـدا
```

ومن شعره ما نظمه بأمر من حمد البك في مدح السلطان عبد المجيد وأهديت إليه:
```
 تفاخرني السراة وان قومي  لقوم جلببوا الشمس الظلاما
 نصبنا المجد حتى أن قوما  بظل فخارنا ضربوا الخياما
 وكم يوم عبوس قمطرير  عقدنا فوق هامتهم قتاما
 سننا كل نعمى في البرايا  باعناق الملوك غدت وساما 
 وغبرنا لكسرى أي وجه  بعدل مليكنا فسما وسامى
 قضى دين المفاخر والمعالي  وأيقظ عدله قوما نياما
...........................  ...........................
   لنا يوم الحبيس وأي يوم   منعنا شوس مصر ان تناما
   وقبلا يوم حمص لو ترانا   اثرنا نقع حرب قد أغاما
```

وله أبيات:
```
  وكم لي والمدا خطب طويل   يسود وجنـة القـرطاس حـرا
  تركت هـواه صبارا لامري   فصبرا يا أخا الارزاء صبرا
```

وله من أبيات:
```
  وذي قامة هيفاء كالغصن تنثني       وردف كـأحقـاف بـعالـج يـرتـج
     وقـامـرتـه فـي كـل كـأس مصبر      فكان له الصافي وكان لي المزج
     وفـي كـل واد لـي فــؤاد مـعـلـق    لـه زحـل فـي كـل شـارقـة بـرج
     تـرعـرع فـيـه لـلأمـاني مـشيئـة     يـطـاردهـا عـن كـل نـاصيـة فـج
```

وقال يمدح علي بك الأسعد من قصيدة وأرسلها إليه سنة 1270هـ (1854):
```
    إليك اشتياقي لا لزينب أو هند      وفيك غرامي لا بسعدى ولا دعد
      وما لي لا اهوى الفخار وسؤددا            هو الظل للضاحي وجدوى لمستجدي
         ففك لمأسور وإطلاق موثق                  واثراء ذي عدم وارغام ذي حقد
         فكم راح يشدو في علاك مملك                يجر على وجه الثرى فاضل البرد
         حشدت عليه بالعطايا زواخرا             بها غرق السامي فعيق عن المد
         وظل بها عيا يحاول منطقا                 وقد حصرت فيه المناطيق عن عد
         فملك بني قيس بن موسى تركته             يماني ينسى يوم راهط للرفد 
         على أنه الملك الذي ضيق الفظا           عطاء وغص البر في البزل الجرد
         فتى اوقد الغورين نارا وماءها           دماء وقد كانت زلالا لذي ورد
         كذا تغلب متت إليك قرابة               وأين يمان بالقرابة من سعد
         وذا حمد في القبر قرت عيونه               غداة رأى كيف ابتناؤك للمجد
         وذي جفنة ذم ابن جذعان جوده            لديها وامسى لا يعيد ولا يبدي
         أبا المجد يا عليا نزار ويعرب            وحاتمها المجدي وفارسها المردي
         نزلت ببيروت وخلفت عاملا                 فما عامل من دون صارمك الهندي
         فعجل فدتك النفس واملأ قلوبها            مسرة ذي وعد يبادر بالوعد
         وخذها عروسا بضة بنت ليلة              ثناك حلاها تزدهي منه في عقد
```

وله يمدحه سنة 1277هـ (1861) من قصيدة وأرسلها إليه إلى بيروت:
```
         وان الكرام الغر من آل وائل               لهم شرف الفضل الطريف وتالده
         بنوا من طريق المكرمات موضحا               يلم به العافي فيكرم وافده
         تالف في افنائهم كل شارد                   فذاك فناهم لا تعد قواصده
         لهم بدر مجد في العلا نال رتبة                فمن دون أدناها السهى وفراقدة
         يبدد جيش المال وجود بنانه                 كما بدد الجيش العرمرم ساعده
         إذا سار سار الموت تحت لوائه                وذلك حوض لا تغب موارده
```

## وصلات خارجية
ترجمة السيخ علي السبيتي في معجم البابطين